# Distrito de La Pampa
El distrito de La Pampa es uno de los siete distritos que pertenecen a la provincia de Corongo, ubicada en el departamento de Áncash, Perú.

## Historia
El distrito fue creado mediante Ley del 21 de noviembre de 1898, en el gobierno del presidente Nicolás de Piérola Villena.
Forman parte del distrito los Caseríos de Chulluc y Llacusbamba; y las estancias  de Trigopampa, Tres Cruces, Llipiaj, Huarochirí, Mayucayan, Palillo, San Miguel, Shicullbamba.
Se ha desarrollado en la rivera del Río Manta, más conocido por los lugareños como Río Cuyuchin.

## Toponimia
Pampa es la castellanización del sustantivo quechua panpa = planicie, extensión de terreno plano. Se ha recogido información sobre el nombre originario de La Pampa, existiendo dos versiones, una de ellas Cuyuchin Pampa y la otra versión es que se denominó Huaytabamba. 

## Autoridades

### Municipales
- 2019 - 2022:Edver Román Paredes Milla del Partido Político de Juntos por el Perú.
- 2015 - 2018:[1] Alcalde: Bernardo Campos Infantes, del partido Alianza para el Progreso.
- 2011 - 2014[2]:Alcalde: Jorge Luis Carreño Oqueña, del Movimiento Independiente Regional Río Santa Caudaloso (MIRRSC).
- 2007 - 2010:Alcalde: Guillermo Ulises Trevejo López
- 2002 - 2006:Alcalde: Emigdio Roldan Chávez.